# WrestleMania VI
WrestleMania VI fue la sexta edición de WrestleMania, evento de pago por visión de lucha libre profesional de la World Wrestling Federation. El evento se realizó el 1 de abril de 1990 en el SkyDome en Toronto, Ontario. Este fue el primer WrestleMania celebrado fuera de los Estados Unidos, y a su vez, el primero en celebrarse en Canadá. La frase para WrestleMania VI fue "The Ultimate Challenge" (El último desafío), en referencia al main event de la noche entre Hulk Hogan y The Ultimate Warrior, los dos luchadores más populares del momento.
Hogan y Warrior se enfrentarían por el Campeonato de la WWF (cuyo campeón era Hogan) y por el Campeonato Intercontinental (cuyo campeón era Warrior). Esta lucha fue promocionada como "Champion vs. Champion, Title for Title" (Campeón contra Campeón, Título por Título).

## Resultados
- Lucha no transmitida: Paul Roma derrotó a The Brooklyn Brawler
  - Roma cubre a Brawler.
  - Está fue la primera lucha no transmitida en la historia del evento WrestleMania
- Rick Martel derrotó a Koko B. Ware (3:51)
  - Martel forzó a Ware a rendirse con un "Boston Crab".
- Demolition (Ax y Smash) derrotaron a The Colossal Connection (André the Giant y Haku) (c/ Bobby Heenan) ganando el Campeonato Mundial en Parejas (9:30)
  - Ax cubrió a Haku después de un "Demolition Decapition".
  - Después de la lucha, André tuvo un turn contra Heenan y Haku, atacándolos después de que Heenan abofeteara a André.
- Earthquake (c/ Jimmy Hart) derrotó a Hercules (4:52)
  - Earthquake cubrió a Hercules después de un "Earthquake Splash".
  - Después de la lucha Earthquake aplicó otro "Earthquake Splash" a Hercules.
- Brutus Beefcake derrotó a Mr. Perfect (c/ The Genius) (7:48)
  - Beefcake cubrió a Perfect después de golpearlo contra el esquinero del ring.
- Roddy Piper y Bad News Brown lucharon hasta acabar sin resultado (6:48)
  - Ambos perdieron por doble cuenta de fuera.
- The Hart Foundation (Bret Hart y Jim Neidhart) derrotaron a The Bolsheviks (Nikolai Volkoff y Boris Zhukov) (0:19)
  - Hart cubrió a Zhukov después de un "Hart Attack".
- The Barbarian (c/ Bobby Heenan) derrotó a Tito Santana (4:33)
  - Barbarian cubrió a Santana después de un "Clothesline" desde la tercera cuerda.
- Dusty Rhodes y Sapphire (c/ Miss Elizabeth) derrotaron a Randy Savage y Queen Sherri en una lucha mixta en parejas (7:52)
  - Sapphire cubrió a Sherri después de que Miss Elizabeth empujara a Sherri sobre Sapphire.
- The Orient Express (Sato y Tanaka) (c/ Mr. Fuji) derrotaron a The Rockers (Shawn Michaels y Marty Jannetty) por cuenta fuera (7:38)
  - Jannety recibió la cuenta de diez segundos fuera del ring después de ser cegado con la sal lanzada por Sato.
- Jim Duggan derrotó a Dino Bravo (c/ Jimmy Hart y Earthquake) (4:15)
  - Duggan cubrió a Bravo después de un "2X4 Attack".
- Ted DiBiase (c/ Virgil) derrotó a Jake Roberts por cuenta de fuera, reteniendo el Campeonato del Millón de Dólares de la WWF (11:50)
  - Virgil metió a DiBiase dentro del ring después de un doble KO.
- The Big Boss Man derrotó a Akeem (c/ Slick) (1:49)
  - Boss Man cubrió a Akeem después de un "Boss Man Slam".
  - Dibiase atacó a Boss Man antes de la lucha, iniciando un feudo entre ambos.
- Rick Rude (c/ Bobby Heenan) derrotó a Jimmy Snuka (3:59)
  - Rude cubrió a Snuka después de un "Rude Awakening".
- El Campeón Intercontinental The Ultimate Warrior derrotó a Hulk Hogan ganando el Campeonato de la WWF (22:51)
  - Warrior cubrió a Hogan después de un "Warrior Splash".
  - El título Intercontinental también estaba en juego, el cual quedó vacante después de la lucha.
  - Luego de la lucha Warrior y Hogan se abrazaron en señal de respeto.

## Otros roles
| Comentaristas - Jesse Ventura - Gorilla Monsoon Entrevistadores - "Mean" Gene Okerlund - Sean Mooney Anunciador - Howard Finkel | Árbitros - Earl Hebner - Joey Marella - Danny Davis - Shane Stevens - Jim Korderas - John Benella |